# La Marque Jacobs
La Marque Jacobs est une biographie de l'auteur belge de bande dessinée Edgar P. Jacobs, père de la série Blake et Mortimer.
Cette biographie est présentée sous la forme d'un album de bande dessinée scénarisé par Rodolphe et dessiné par Louis Alloing dans un style proche de la ligne claire.
Le titre de l'ouvrage évoque La Marque Jaune, l'album le plus emblématique de l'œuvre d'Edgard P. Jacobs.

## Description
L'album décrit Edgar Pierre Jacobs comme un jeune homme passionné, doué pour le chant et le dessin, devenu costumier, illustrateur, dessinateur publicitaire et chanteur d'opéra avant de se tourner vers la bande dessinée à la suite de plusieurs rencontres dont celle de Hergé, le créateur de Tintin.
Après cette rencontre, Jacobs dessine les décors de plusieurs albums de Hergé. Dans une interview donnée au journal Métro le 12 novembre 2012, Louis Alloing explique que « Tintin, avant Jacobs, c'était quand même assez succinct au niveau des décors. Jacobs a donné un aspect plus réaliste et des décors travaillés avec beaucoup plus de détails ».
Louis Alloing précise avoir adopté un graphisme proche de celui de Jacobs tout en essayant le plus possible de marquer une différence. Il s'est basé pour ce faire sur de la documentation comme de vieilles cartes postales mais il n'est « pas venu faire des repérages sur place, parce que la ville a tellement changé de visage depuis cette époque que cela n'aurait servi à rien. ».

## Polémique autour de la couverture
Quelques jours avant la publication de l'album, le groupe d'édition Média participations (propriétaire de la maison d'édition Dargaud) intente, devant un tribunal parisien, une action en référé contre les Éditions Delcourt afin d'obtenir le retrait de la couverture. Média participations, qui possède les droits sur les aventures de Blake et Mortimer, estime en effet que cette couverture dépasse largement les droits de citation acceptés, selon les termes de son directeur Claude de Saint Vincent : cette couverture représente Edgard P. Jacobs au centre de la place de Brouckère dont les immeubles sont surmontés de panneaux publicitaires sur lesquels apparaissent en effet Philip Mortimer et Francis Blake mais aussi Olrik et l'Espadon.
Mais, le 31 octobre 2012, le tribunal de Paris déboute Média participations, rendant ainsi possible la sortie de l'album à la date initialement prévue, soit le 7 novembre pour la Belgique et le 14 novembre pour la France.